# Curtains
"Boat" é uma canção gravada para o sexto álbum de estúdio do cantor e compositor inglês Ed Sheeran, - (2023), composta por si mesmo e com o apoio do colaborador Aaron Dessner, que  também ficou encarregue da produção e arranjos. Foi inclusa no projecto como a faixa número 8. O vídeo musical para a versão a solo estreou junto com todos os vídeos restantes de cada música de - a 5 de Maio de 2023, mesmo dia em que o álbum foi lançado.

## Desempenho nas tabelas musicais
| País — Tabela musical (2023)                           | Posição de pico |
| ------------------------------------------------------ | --------------- |
| Austrália — Top 100 Singles (ARIA)                     | 24              |
| Bélgica (Flandres) — Top 50 Singles (Ultratop)         | 31              |
| Canadá — Hot 100 (Billboard)                           | 61              |
| Alemanha — Top 100 Single (Offizielle Deutsche Charts) | 87              |
| Mundo — Global 200 (Billboard)                         | 73              |
| Irlanda — Singles Top 50 (IRMA)                        | 23              |
| Países Baixos — Single Top 100 (MegaCharts)            | 61              |
| Nova Zelândia — Top 40 Singles (RMNZ)                  | 25              |
| Portugal — Top 100 Singles (AFP)                       | 200             |
| Suécia — Top Singles Top 100 (Sverigetopplistan)       | 40              |
| Suíça — Top Singles Top 75 (Schweizer Hitparade)       | 33              |
| Reino Unido — Official Singles Chart Top 100 (OCC)     | 16              |
| Estados Unidos — Hot 100 (Billboard)(                  | 97              |